# Giuseppe Saracco
Giuseppe Saracco, (Bistagno, Pijemont, 8. listopada 1821. — Bistagno, 19. siječnja 1907.), bio je talijanski pravnik i političar. 
Saracco, koji je bio pravnik, ulazi u politički život 1849. kao zastupnik u sardinijskoj narodnoj skupštini, u kojoj je bio pristaša Camilla di Cavoura. U ministarstvu Urbana Rattazzia imenovan je podsekretarom 1864. U senat ulazi 1865., gdje je smatran uvaženim članom kao i financijskim autoritetom. Obnašao je dužnost ministra javnih poslova u vladama Agostina Depretisa (1887. – 1889.) i Francesca Crispia (1893.) Za predsjednika senata izabran je 1898. godine. 
Umjereno liberalno ministarstvo Saracco je formirao u lipnju 1900., u kom je bio ministar unutarnjih poslova, no smijenjen je već u veljači 1901., glede posljedica svoje politike u velikom lučkom štrajku u Genovi. Ponovo je bio predsjednik senata u periodu 1902.—1903. 